# Sciades versicolor
Sciades versicolor là một loài bọ cánh cứng trong họ Cerambycidae.